# Gangsterens lærling
Gangsterens lærling er en dansk film fra 1976, skrevet af Lars Leergaard og instrueret af Esben Høilund Carlsen.

## Medvirkende
- Dick Kaysø
- Peter Steen
- Hans Christian Ægidius
- Tove Maës
- Sisse Reingaard
- Finn Nielsen
- Birger Jensen
- Annika Hoydal
- Jørn Faurschou
- Helle Ryslinge
- Anne Birch
- Per Pallesen
- Jytte Hauch-Fausbøll
- Torben Hundahl
- Claus Strandberg
- Axel Lund